# Ryan Koolwijk
Ryan Koolwijk est un footballeur international surinamien, né le 8 août 1985 à Rotterdam aux Pays-Bas. Il évolue au poste de milieu relayeur au VV Smitshoek.

## Biographie
Après quatre saisons à l'Excelsior Rotterdam, Ryan Koolwijk s'engage le 2 mai 2011 avec le NEC Nimègue pour un contrat de 3 ans.

## Palmarès
- AS Trenčín
  - Champion de Slovaquie en 2015 et 2016
  - Vainqueur de la Coupe de Slovaquie en 2015 (en) et 2016 (en)